# Одесса (тауншип, Миннесота)
Одесса (англ. Odessa) — тауншип в округе Биг-Стон, Миннесота, США. На 2000 год его население составило 147 человек.

## География
По данным Бюро переписи населения США площадь тауншипа составляет 94,1 км², из которых 92,1 км² занимает суша, а 2,0 км² — вода (2,12 %).

## Демография
По данным переписи населения 2000 года здесь находились 147 человек, 61 домохозяйство и 48 семей. Плотность населения —  1,6 чел./км². На территории тауншипа расположено 78 построек со средней плотностью 0,8 построек на один квадратный километр. Расовый состав населения: 100,00 % белых. Испанцы или латиноамериканцы любой расы составляли 0,68 % от популяции тауншипа.
Из 61 домохозяйства в 26,2 % воспитывались дети до 18 лет, в 77,0 % проживали супружеские пары и в 21,3 % домохозяйств проживали несемейные люди. 19,7 % домохозяйств состояли из одного человека, при том 8,2 % из — одиноких пожилых людей старше 65 лет. Средний размер домохозяйства — 2,41, а семьи — 2,77 человека.
21,8 % населения — младше 18 лет, 4,1 % — в возрасте от 18 до 24 лет, 27,2 % — от 25 до 44, 23,8 % — от 45 до 64, и 23,1 % — старше 65 лет. Средний возраст — 42 года. На каждые 100 женщин приходилось 107,0 мужчин. На каждые 100 женщин старше 18 приходилось 105,4 мужчин.
Средний годовой доход домохозяйства составлял 36 429 долларов, а средний годовой доход семьи —  38 333 доллара. Средний доход мужчин —  32 188  долларов, в то время как у женщин — 20 500. Доход на душу населения составил 17 174 доллара. За чертой бедности не находилась ни одна семья и 2,6 % всего населения тауншипа.